# Konrad Fünfstück
Konrad Fünfstück (* 7. Oktober 1980 in Bayreuth) ist ein deutscher Fußballtrainer. Er ist seit dem 1. Juni 2023 Nationaltrainer Liechtensteins.

## Karriere
Fünfstück beendete seine fußballerische Karriere bereits im Alter von 19 Jahren wegen mehrerer schwerer Knieverletzungen. Als Trainer war er beim VfB Pößneck, dem SV Weidenberg und der SpVgg Greuther Fürth tätig. Fünfstück arbeitete über zehn Jahre im Nachwuchsleistungszentrum von Greuther Fürth und war in dieser Zeit unter anderem als Juniorenkoordinator tätig. Er trainierte außerdem ab 2011 die U-23 der Franken in der Regionalliga.
Am 1. Januar 2013 übernahm Fünfstück die sportliche Leitung des Nachwuchsleistungszentrums des 1. FC Kaiserslautern, des Fröhnerhofs. Außerdem wurde er Trainer der U-23 des FCK, die in der Regionalliga Südwest antrat. Am 23. September 2015 wurde er Cheftrainer der in der 2. Fußball-Bundesliga spielenden ersten Mannschaft des FCK. Sein Vertrag lief bis 30. Juni 2017. Die Saison 2015/16 beendete er mit der Mannschaft als Tabellenzehnter, wenige Tage später wurde er am 20. Mai 2016 von seinen Aufgaben beim FCK entbunden. Zur Saison 2017/18 unterschrieb Konrad Fünfstück einen Zwei-Jahres-Vertrag beim Schweizer Zweitligisten FC Wil. Im März 2019 wurde er dort freigestellt, auf ihn folgte Ciriaco Sforza.
Zur Saison 2019/20 erhielt Fünfstück einen Vertrag bei der zweiten Mannschaft von Werder Bremen, die in der Regionalliga Nord spielte. In den vier Jahren seiner Tätigkeit schafften rund 30 junge Spieler seiner U23-Mannschaft den Sprung in die drei höchsten deutschen Ligen. Nach einigen Wochen der Erfolglosigkeit wurde Fünfstück am 17. Mai 2023 bei Werder Bremen entlassen.
Am 1. Juni 2023 trat Fünfstück die Stelle als Nationaltrainer Liechtensteins an.